# Шугнанці
Шугнанці (самоназва: хугні, хунуні) — один з памірських народів. 

## Територія проживання
Таджикистан (Гірсько-Бадахшанська автономна область) та північ Афганістану (афганський Бадахшан). 
На території Таджикистану шугнанці компактно проживають в Шугнанському та Рошткалінському районах, а також у місті Хорог — столиці Гірського Бадахшану. За переписом 1989 р. в республіці було 64 800 шугнанців. Сьогодні їх чисельність досягає 90 — 115 тис. осіб
В Афганістані шугнанці займають протилежний (від Хорога) лівий берег річки П'яндж (райони Шугнано (не плутати з Шугнанським районом в ГБАО Таджикистану), Ішкашим (не плутати з Ішкашимський районом в ГБАО Таджикистану) у складі афганської провінції Бадахшан). 

## Мова
Шугнанська мова належить до північнопамірської (шугнано-рушанської) підгрупи східної гілки іранської групи індоєвропейської мовної родини. 

## Релігійні вірування
Віруючі — мусульмани-шиїти (ісмаїліти). 